# Joona Toivio
Joona Toivio (Sipoo, 10 de marzo de 1988) es un futbolista finlandés. Juega de defensa en el KTP Kotka de la Veikkausliiga.

## Selección nacional
Ha sido internacional con la selección de fútbol de Finlandia; donde hasta ahora, ha jugado 78 partidos internacionales y ha anotado 3 goles por dicho seleccionado. También participó en la selección juvenil de su país, donde jugó apenas 10 partidos.

## Clubes
| Club                         | País         | Año       |
| ---------------------------- | ------------ | --------- |
| Klubi-04                     | Finlandia    | 2006      |
| AZ Alkmaar                   | Países Bajos | 2007-2009 |
| SC Telstar Velsen (cedido)   | Países Bajos | 2008-2009 |
| Djurgårdens IF               | Suecia       | 2010-2013 |
| Molde FK                     | Noruega      | 2013-2018 |
| Termalica Bruk-Bet Nieciecza | Polonia      | 2018      |
| BK Häcken                    | Suecia       | 2018-2021 |
| HJK Helsinki                 | Finlandia    | 2022-2024 |
| KTP Kotka                    | Finlandia    | 2025-     |

## Palmarés

### Títulos nacionales
| Título                       | Club         | País      | Año  |
| ---------------------------- | ------------ | --------- | ---- |
| Copa de Noruega              | Molde FK     | Noruega   | 2013 |
| Tippeligaen                  | Molde FK     | Noruega   | 2014 |
| Copa de Noruega              | Molde FK     | Noruega   | 2014 |
| Copa de Suecia               | BK Häcken    | Suecia    | 2019 |
| Veikkausliiga                | HJK Helsinki | Finlandia | 2022 |
| Copa de la Liga de Finlandia | HJK Helsinki | Finlandia | 2023 |
| Veikkausliiga                | HJK Helsinki | Finlandia | 2023 |